# 歐利·梅爾茲
歐利·梅爾茲（丹麥語：Ole Mertz，1930年—2017年2月15日），是丹麥已故男子羽球運動員和職員。
1955年，歐利·梅爾茲代表丹麥參加第三屆湯姆斯盃並獲得亞軍。在決賽對陣馬來亞的比賽中，他與歐維·艾勒森搭檔出賽兩點雙打，分別輸給陳仁勇/林祺芳組合和王保林/黃德福組合。
此前，梅爾茲曾在1953年贏得荷蘭羽球公開賽，並於1959年、1961年和1965年再次獲得成功。他還贏得了瑞典羽球公開賽、比利時羽球國際賽和瑞士羽球公開賽。在積極的職業生涯後，他擔任羽球組織官員。